# Andreas Alm
Gert Andreas Alm (født 19. juni 1973, i Gällivare og opvokset i Eskilstuna) er en tidligere svensk fodboldspiller og træner.
Alm var i perioden 2021-2023 cheftræner for den danske superligaklub OB og har herudover tidligere været cheftræner for bl.a Vejle Boldklub (2016-17) og Eskilstuna City og AIK.